# Max Brooks

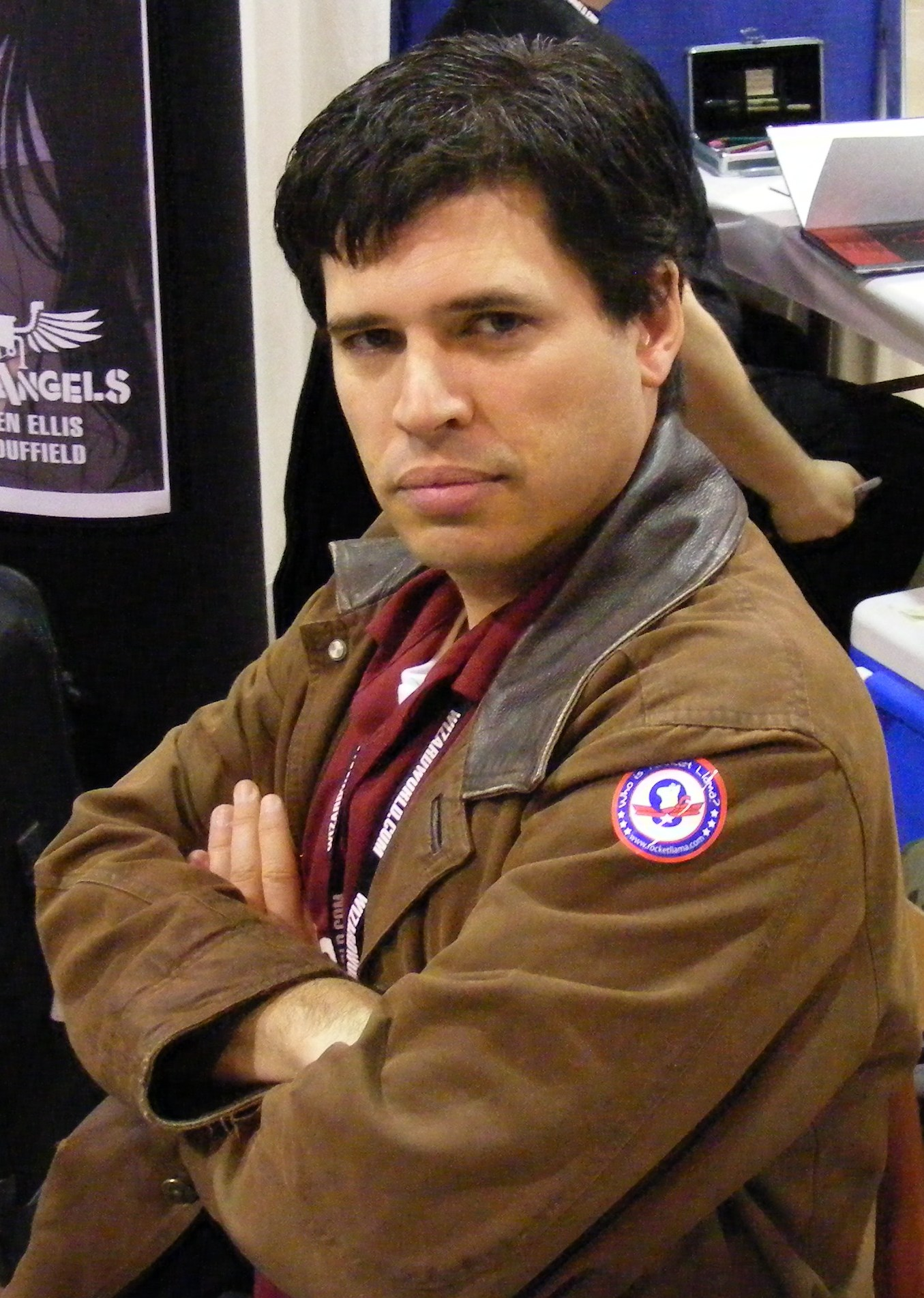
Max Brooks bei der Wizard World-Texas, 2008

Maximillian Michael Brooks (* 22. Mai 1972 in New York City) ist ein US-amerikanischer Schriftsteller und Drehbuchautor.

## Werdegang
Er ist der Sohn des Regisseurs Mel Brooks und der Schauspielerin Anne Bancroft.
Max Brooks studierte Geschichte am Pitzer College und war von 2001 bis 2003 als Autor bei der Fernsehshow Saturday Night Live aktiv.
Brooks ist der Autor des 2003 veröffentlichten Buches Der Zombie Survival Guide. Dieser humoristische Ratgeber erklärt sehr detailliert, wie man in einer Welt voller Zombies überlebt.
Max Brooks Buch World War Z: An Oral History of the Zombie War (deutscher Titel: Operation Zombie: Wer länger lebt, ist später tot), in welchem es um einen Krieg zwischen Menschen und Zombies geht, erschien in den Vereinigten Staaten am 12. September 2006. Das Buch wurde ein Bestseller, von dem sich bis November 2011 mehr als eine Million Exemplare verkaufen. Für etwa eine Million US-Dollar erwarb Paramount Pictures die Verfilmungsrechte zu World War Z. Brad Pitts Produktionsfirma Plan B Entertainment ließ World War Z produzieren, der im Juni 2013 in den Kinos erschien. Pitt selber spielt die Hauptfigur Gerry Lane.
2018 erschien Minecraft – Die Insel. Das Buch ist der erste offizielle Minecraft-Roman.
Brooks ist seit 2003 mit der Drehbuchautorin Michelle Kholos verheiratet. Seit 2005 haben sie einen gemeinsamen Sohn.
Max Brooks hatte Gastauftritte als Schauspieler in Roseanne, Pacific Blue – Die Strandpolizei und Eine himmlische Familie. Außerdem war er Synchronsprecher in den Animationsserien Batman of the Future, Captain Buzz Lightyear – Star Command und Die Liga der Gerechten. Im März 2012 stand er für den Discovery Channel in der Reality-TV-Serie Sons of Guns, in der Folge Zombie Killer vor der Kamera.

## Trivia
Max Brooks leidet an Lese- und Rechtschreibstörung.

## Veröffentlichungen
- Max Brooks: The Zombie Survival Guide. Three Rivers Press, New York City 2003, ISBN 1-4000-4962-8.
  - Max Brooks: Der Zombie Survival Guide – Überleben unter Untoten. Übersetzt von Joachim Körber. Goldmann-Verlag, München 2004, ISBN 3-442-47423-X.
- Operation Zombie: Wer länger lebt, ist später tot. Goldmann-Verlag, München 2007, ISBN 978-3-442-46539-2.
- Zombieparade, Stories. Goldmann-Verlag, München 2012, ISBN 978-3-442-47772-2.
- Devolution, Goldmann Verlag, München 2020, ISBN 978-3-442-49006-6.
- Minecraft: Der Berg, übersetzt von Maxi Lange. SchneiderBuch, Berlin 2022, ISBN 978-3-505-15021-0.